# Tove Søby
Tove Goltermann Søby, z domu Nielsen (ur. 22 stycznia 1933 w Kopenhadze) – duńska kajakarka, brązowa medalistka olimpijska z Melbourne (1956) w konkurencji K-1 500 m.